# Groeve het Paradijsbergske IIa

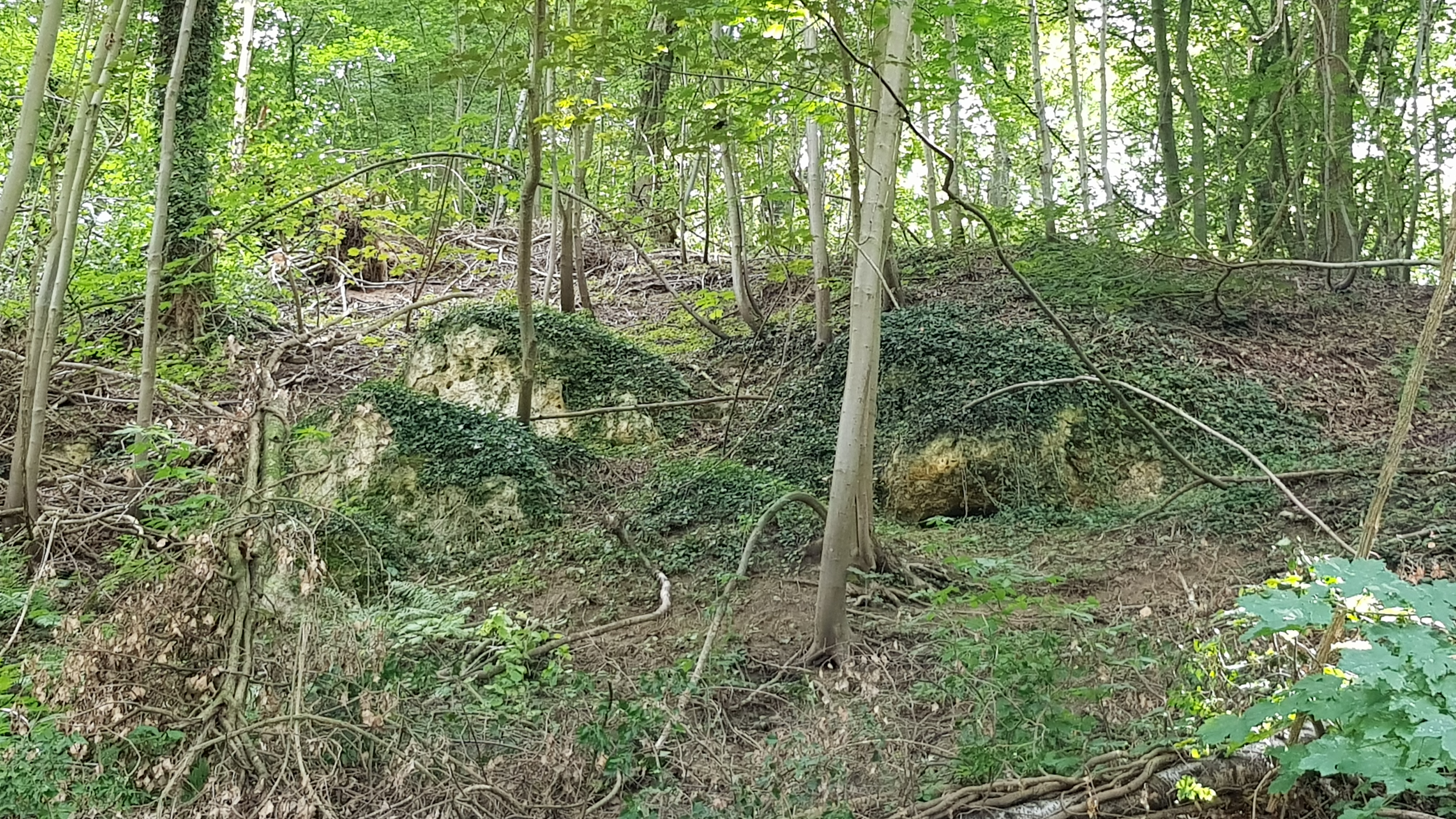
Groeve het Paradijsbergske IIa

De Groeve het Paradijsbergske IIa is een Limburgse mergelgroeve in de Nederlandse gemeente Valkenburg aan de Geul in Zuid-Limburg. De ondergrondse groeve ligt ten oosten van Geulhem in het hellingbos Bergse Heide op de noordelijke rand van het Plateau van Margraten in de overgang naar het Geuldal. Ter plaatse duikt het plateau een aantal meter steil naar beneden.
Op ongeveer 25 meter naar het oosten ligt de Groeve het Paradijsbergske II en op ongeveer 45 meter naar het westen ligt de Groeve het Paradijsbergske III.

## Geschiedenis
In de late middeleeuwen tot in de 19e eeuw werd de groeve door blokbrekers ontgonnen.

## Groeve
De Groeve het Paradijsbergske Ia heeft een oppervlakte van ongeveer 71 vierkante meter.
De beheerder van de groeve is Het Limburgs Landschap.